# Familiennetzwerk
Das Familiennetzwerk war als Initiative des „Familien e. V.“ ein deutscher Interessenverband von Einzelpersonen, Vereinen, Stiftungen und anderen kleineren familienpolitischen, christlich-konservativen Gruppierungen sowie Lebensrechtsbewegungen. Der Sitz war  Hollern-Twielenfleth und bestand von 2005 bis 2014. Kritiker hielten dem Familiennetzwerk eine schleichende Unterwanderung der Medien, politischen Konservatismus und ein nicht zeitgemäßes Familienbild vor, das „sich aus lange zurückliegenden Forschungen“ speise.

## Geschichte
Das Netzwerk wurde im Juli 2005 auf Anregung der Kinderärztin Maria Steuer, Vorsitzende des Vereins „Familien e. V.“ und „Familie Direkt e. V.“, initiiert, um eine Lobby für Kleinkinder zu schaffen sowie für die Erwachsenen, die Familie als die Keimzelle unserer Gesellschaft verstehen.
Der Trägerverein Familien e. V. hatte Anfang 2007 circa 250 zahlende Mitglieder; zum Familiennetzwerk gehörten mehr als 45 verschiedene Organisationen. Das Familiennetzwerk finanzierte sich nach eigenen Angaben aus Spenden und der ehrenamtlichen Mitarbeit der Netzwerker und verstand sich als unabhängig und überparteilich.
Das Familiennetzwerk vertrat in der politischen Diskussion gegenüber staatlichen Ganztagsschulen, Kinderkrippen und außerfamiliärer Kinderbetreuung in Rundfunk, Fernsehen und Presse eine kritische bis ablehnende Position.

## Aktivitäten
Das Familiennetzwerk trat erstmals im November 2005 in Hamburg unter dem Motto: „Weniger Staat – mehr Eltern“ an die Öffentlichkeit. Unter dem gleichen Titel wurde im Januar 2007 ein Forum in Bad Hersfeld veranstaltet, bei dem unter anderem Eva Herman auftrat. Geschätzte 90 Prozent der Teilnehmer waren praktizierende Christen, darunter viele Katholiken und Mitglieder evangelikaler Organisationen wie der Offensive Junger Christen und der Partei Bibeltreuer Christen. Im Mai 2007 veranstaltete das Netzwerk eine Tagung internationaler Bindungsforscher in Frankfurt. Ergebnis dieser Tagung war der „Frankfurter Appell“, in dem Krippenerziehung als Risikoerziehung betrachtet wird.
Im Medienskandal 2007 um Eva Hermans umstrittene Äußerung zur NS-Familienpolitik setzte sich das Familiennetzwerk für deren Rehabilitierung ein.
Im Mai 2009 veranstaltete das Familiennetzwerk in Erfurt das Symposium „Eltern unter Druck“, moderiert durch Jürgen Liminski, bei dem u. a. Wolfgang Bergmann, Eva Herman, Karin Jäckel, Carmelite Avraham-Krehwinkel, Melanie Gill und Christa Meves Vorträge hielten. Im gleichen Monat initiierte das Familiennetzwerk die E-Petition Gegen Erwachsen auf Probe und klagte erfolglos gegen die für Anfang Juni 2009 geplante Ausstrahlung der RTL-Produktion Erwachsen auf Probe.
Im Juni 2010 veranstaltete das Familiennetzwerk in Düsseldorf die Tagung zum Thema „Das Geheimnis erfolgreicher Bildung“, moderiert von Carlos Gebauer. Referenten waren u. a. Karin Jäckel, Carmelite Avraham-Krehwinkel, Melanie Gill, Gordon Neufeld, Dagmar Neubronner vom Genius Verlag, Kristian Folta, Hans-Joachim Maaz, Bertram Zitscher und Jirina Prekop. Die Schirmherrschaft hatte Stephanie zu Guttenberg inne.
Im Rahmen des neugegründeten „Aktionsbündnis Familie“ arbeitete das Familiennetzwerk mit der Evangelischen Allianz, der Offensive Junger Christen und dem Verein „Institut für Demographie, Allgemeinwohl und Familie e. V.“ zusammen.
Familiennetzwerk war Mitglied im „Bündnis für Familie“ der Offensive Junger Christen.

## Unterstützer
Prominente Unterstützer waren unter anderem die Kinder- und Jugendpsychiaterin Christa Meves, die ehemalige ARD-Moderatorin und Autorin Eva Hermann, der zurückgetretene Bischof Walter Mixa, der emeritierte Kinderarzt und Psychiater Johannes Pechstein, der Physiker Hermann Adrian, der Theologe und Menschenrechtler Thomas Schirrmacher, der Sozialrichter Jürgen Borchert, der Kinderarzt Theodor Hellbrügge, der RTL-Moderator Carlos Gebauer, der Publizist Jürgen Liminski, die familienpolitische Sprecherin der Linkspartei im Saarland Christa Müller sowie Vereine wie die „Aktion Lebensrecht für Alle“ und die „Internationale Studiengemeinschaft für Pränatale und Perinatale Psychologie und Medizin“.